# Kanton Seynod
Kanton Seynod (fr. Canton de Seynod) je francouzský kanton v departementu Horní Savojsko v regionu Rhône-Alpes. Skládá se ze 13 obcí.

## Obce kantonu
- La Chapelle-Saint-Maurice
- Chavanod
- Cran-Gevrier
- Duingt
- Entrevernes
- Leschaux
- Montagny-les-Lanches
- Quintal
- Saint-Eustache
- Saint-Jorioz
- Sévrier
- Seynod